# Верф, Адриан ван дер
Адриан ван дер Верф,Адриан фан дер Верф (нидерл. Adriaen van der Werff, 21 января 1659, Кралинген-Амбахт, ныне Роттердам — 12 ноября 1722, Роттердам) — голландский живописец и архитектор. Один из малых голландцев. Мастер небольших картин бытового и портретного жанров позднего периода «Золотого века голландской живописи». Старший брат художника Питера ван дер Верфа.

## Биография
Адриан ван дер Верф был сыном зажиточного мельника. Семья была протестантской, и его мать хотела, чтобы он стал государственным чиновником, но мальчик мечтал выучиться на художника. Когда ему было двенадцать, в 1671 году Адриан уехал учиться живописи в Роттердам к Эглону ван дер Неру и специализировался на росписях одежды и тканей.
После завершения образования жил и работал в Роттердаме. В 1687 году он женился на Маргарете Рис, сироте из Дордрехта. В 1691 году он стал деканом Гильдии Святого Луки. В 1692 году приобрёл собственный дом на Делфтцеваарте.
В 1696 году художника посетил курфюрст Пфальца Иоганн Вильгельм. Ранее он приобрёл картину Адриана в Амстердаме и был настолько впечатлён этой работой, что захотел встретиться с её создателем. Он заказал художнику две картины: свой портрет и композицию на тему «Суд Соломона», предназначенные для его тестя Козимо III Медичи. После выполнения заказа курфюрст назначил мастера своим придворным художником и в 1703 году возвёл Адриана ван дер Верфа в рыцарское звание.
Однако в 1716 году, когда умер курфюрст, и его заменил Карл III Филипп, Адриан потерял работу, казна была пуста. Иоганну Вильгельму принадлежало тридцать четыре картины ван дер Верфа, которые находились в специально отведенной комнате рядом с картиной Рембрандта. Он отказался продать картины принцу Антонe Ульриху, герцогу Брауншвейгскому и королю Августу II Сильному, так как хотел оставить картины себе. Адриан ван дер Верф также работал архитектором в Роттердаме, где спроектировал несколько домов.
Позднее Адриан ван дер Верф жил попеременно в Дюссельдорфе и в Роттердаме, где и скончался в 1722 году. Его единственная дочь вышла замуж за фламандского художника Адриана Брауэра.

## Творчество
Главными темами произведений художника были библейская и античная история, античная мифология, бытовые сценки, пасторали и миниатюры, отличавшиеся крайне тщательным и аккуратным исполнением в духе лейденской школы «тонкой живописной манеры» (Leiden fijnschilder manner), отчасти под влиянием Франса ван Мириса. Художники «тонкой манеры», родоначальником которой считают Герарда Доу, возрождали технику старых нидерландских мастеров эпохи братьев ван Эйк: их картины, написанные на деревянных досках или медных пластинах, отличаются исключительной передачей мельчайших деталей, яркими красками и «гладкой, сияющей красочной поверхностью».
Картины ван дер Верфа высоко ценили современники как за совершенный рисунок, в особенности в изображении женского тела, и за владение искусством передачи его цвета — карнации: от тона слоновой кости до блестяще-фарфорового оттенка. Однако творчество художника относится к позднему, кризисному периоду развития голландской школы живописи. «Под влиянием творчества Герарада де Лересса живописец склонялся к стилю, близкому французскому академизму; в своих портретах он даже предвосхищал стиль рококо».
Картины мастера охотно приобретали представители многих европейских дворов. Шестнадцать из них хранятся ныне в мюнхенской Старой Пинакотеке, двенадцать — в дрезденской Галерее старых мастеров. Кроме того, работы ван дер Верфа можно увидеть в крупнейших музеях Москвы,Санкт-Петербурга (Эрмитаж), Берлина, Парижа, Лондона, Амстердама, Роттердама, Дюссельдорфа, Бонна, Энсхеде и других городов.

## Галерея

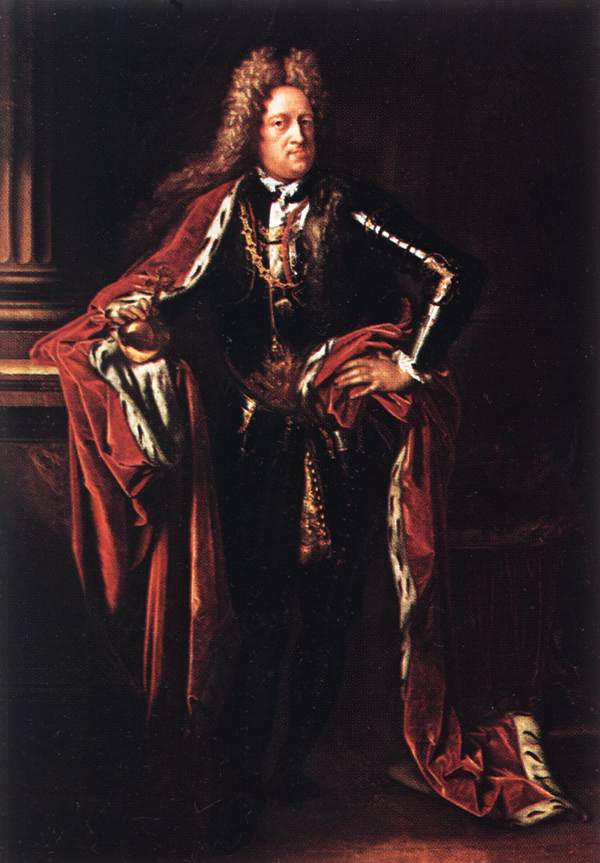
Портрет Иоанна Вильгельма Пфальцского. 1700. Холст, масло. Картинная галерея, Обершлайсхайм, Бавария
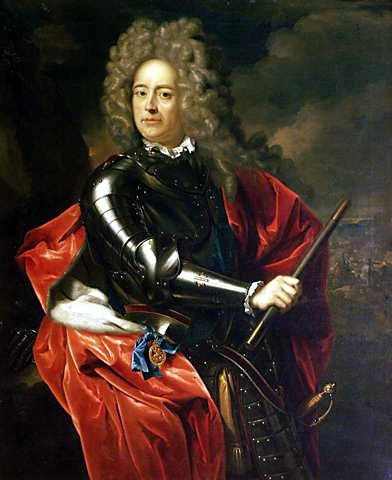
Портрет Джона Чёрчилла, первого герцога Мальборо. 1704. Холст, масло. Уффици, Флоренция
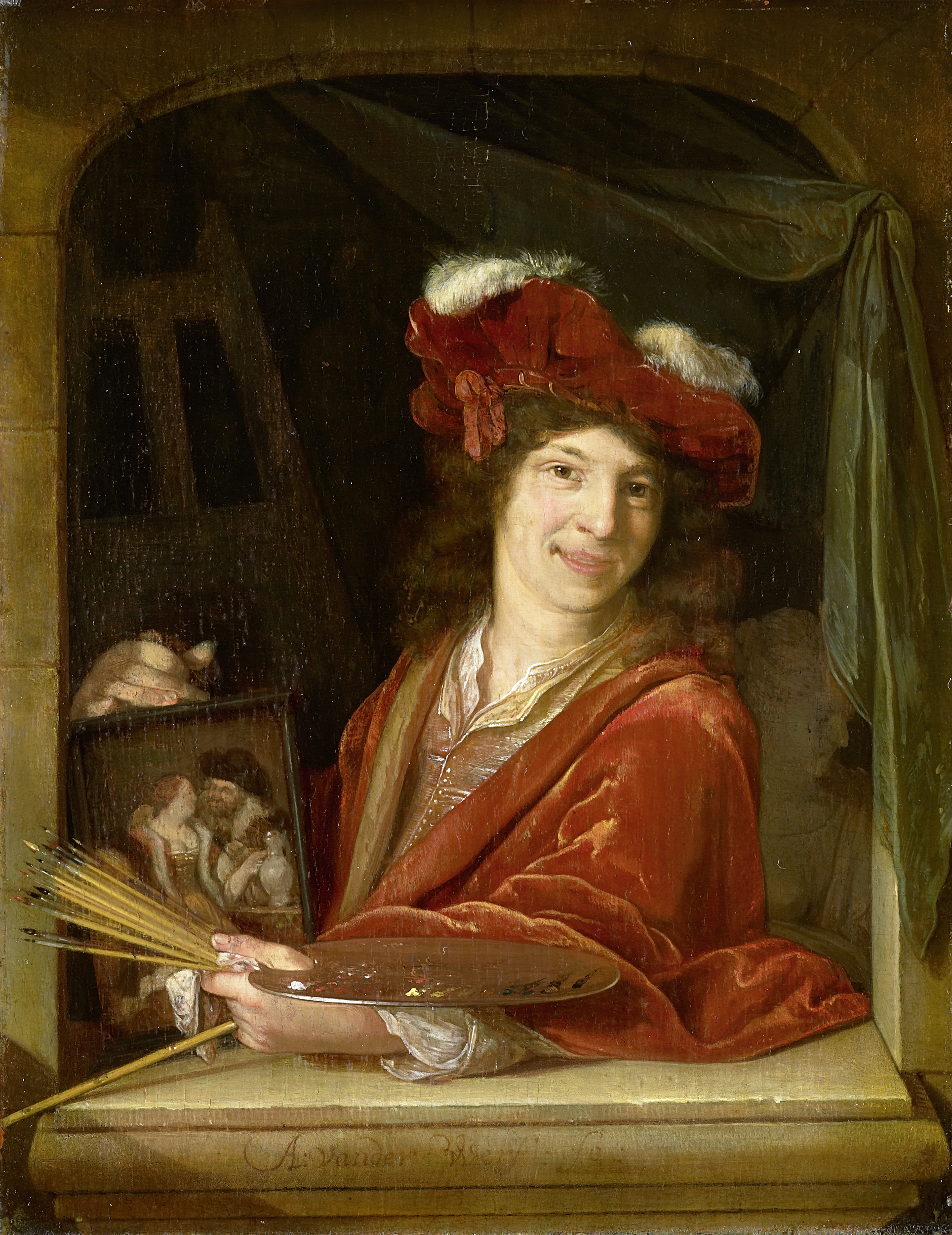
Молодой художник. Между 1670 и 1690. Дерево, масло. Рейксмюсеум, Амстердам
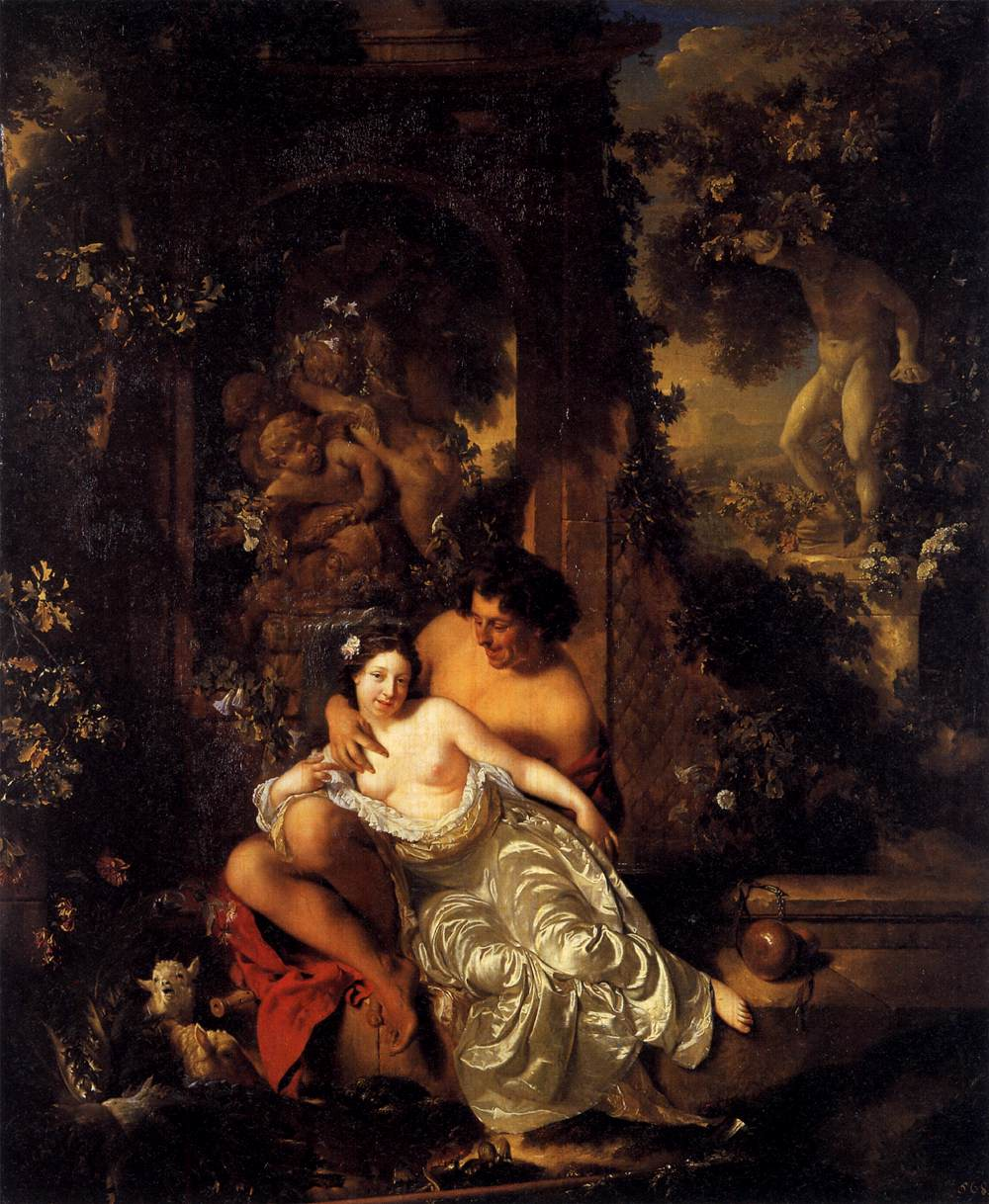
Пастух и пастушка. 1689. Дерево, масло. Галерея старых мастеров, Дрезден
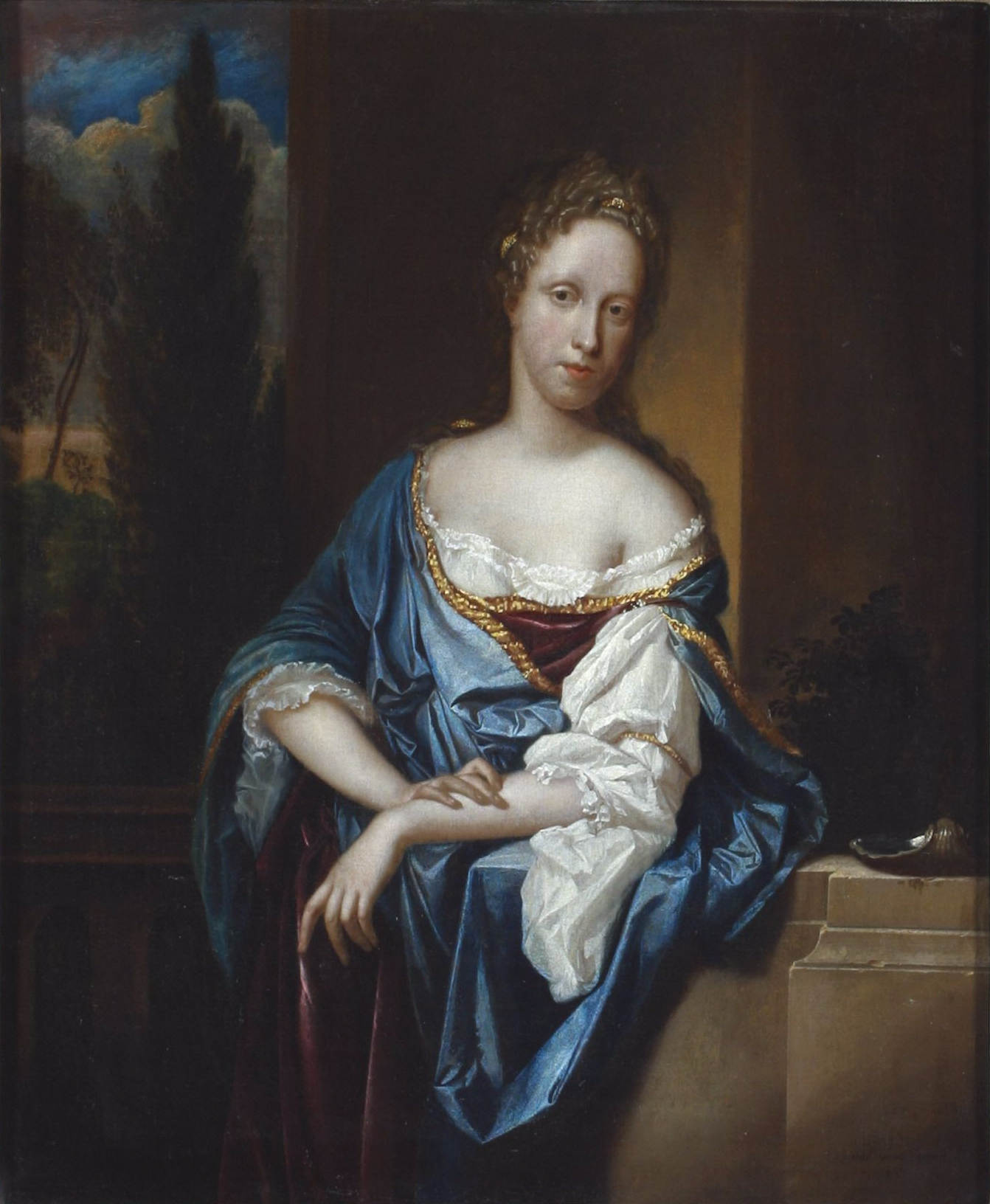
Портрет Елизабет Хедвиг, пфальцграфини фон Нойбург, принцессы Польской. 1606. Холст, масло. Земельный музей, Дюссельдорф
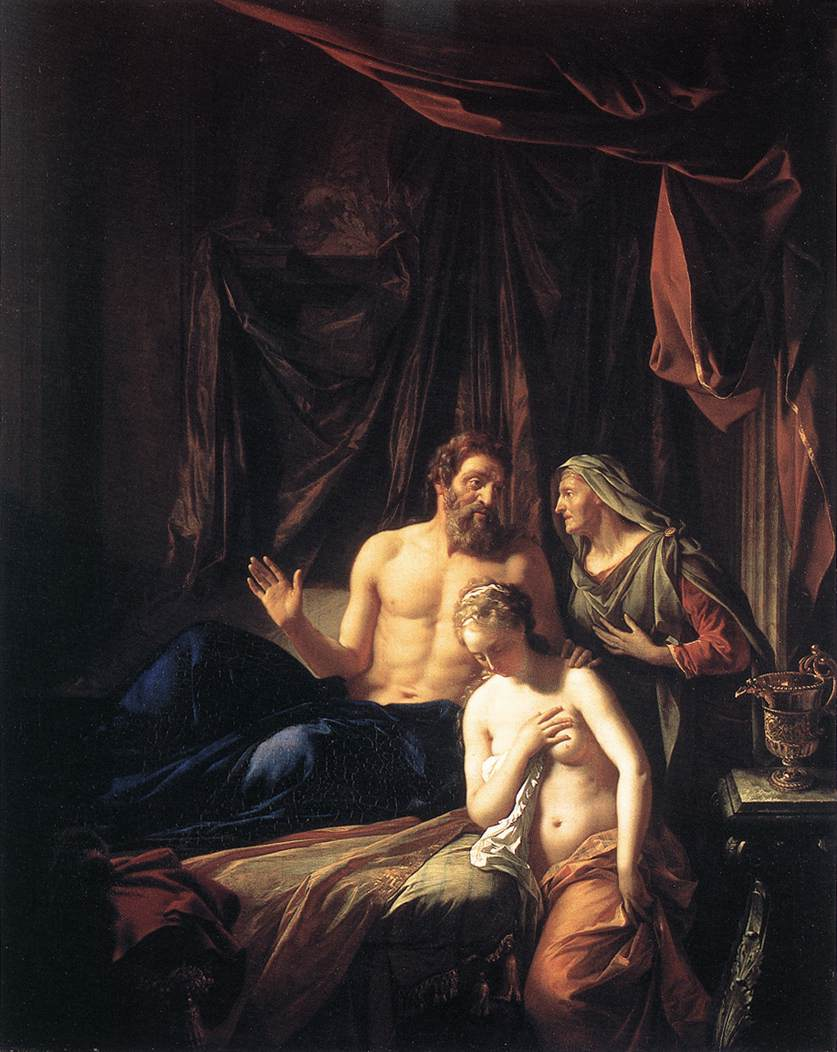
Сара показывает Агарь Аврааму. 1699. Холст, масло. Картинная галерея, Обершлайсхайм, Бавария
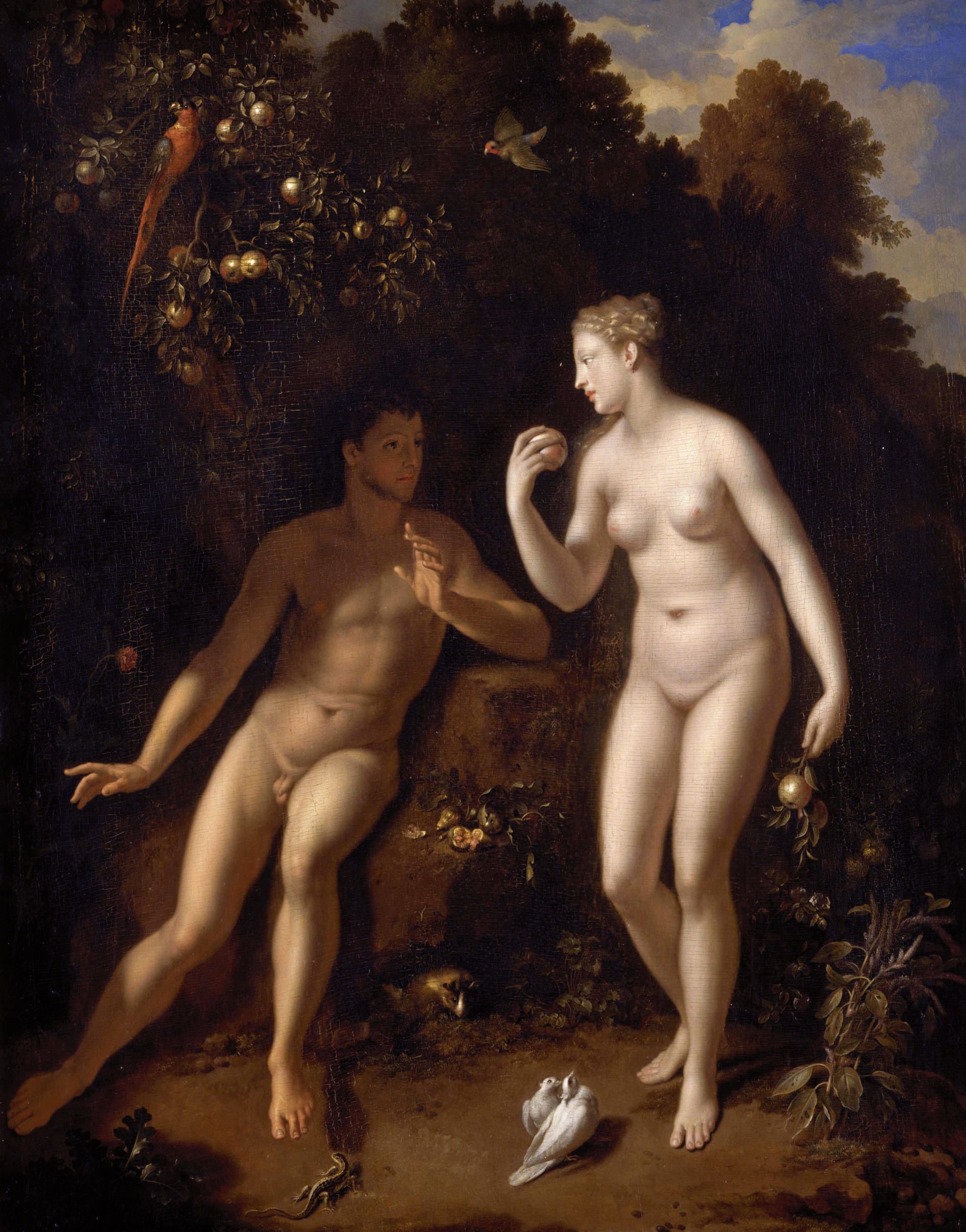
Aдам и Ева. Между 1674 и 1722. Дерево, масло. Лувр, Париж
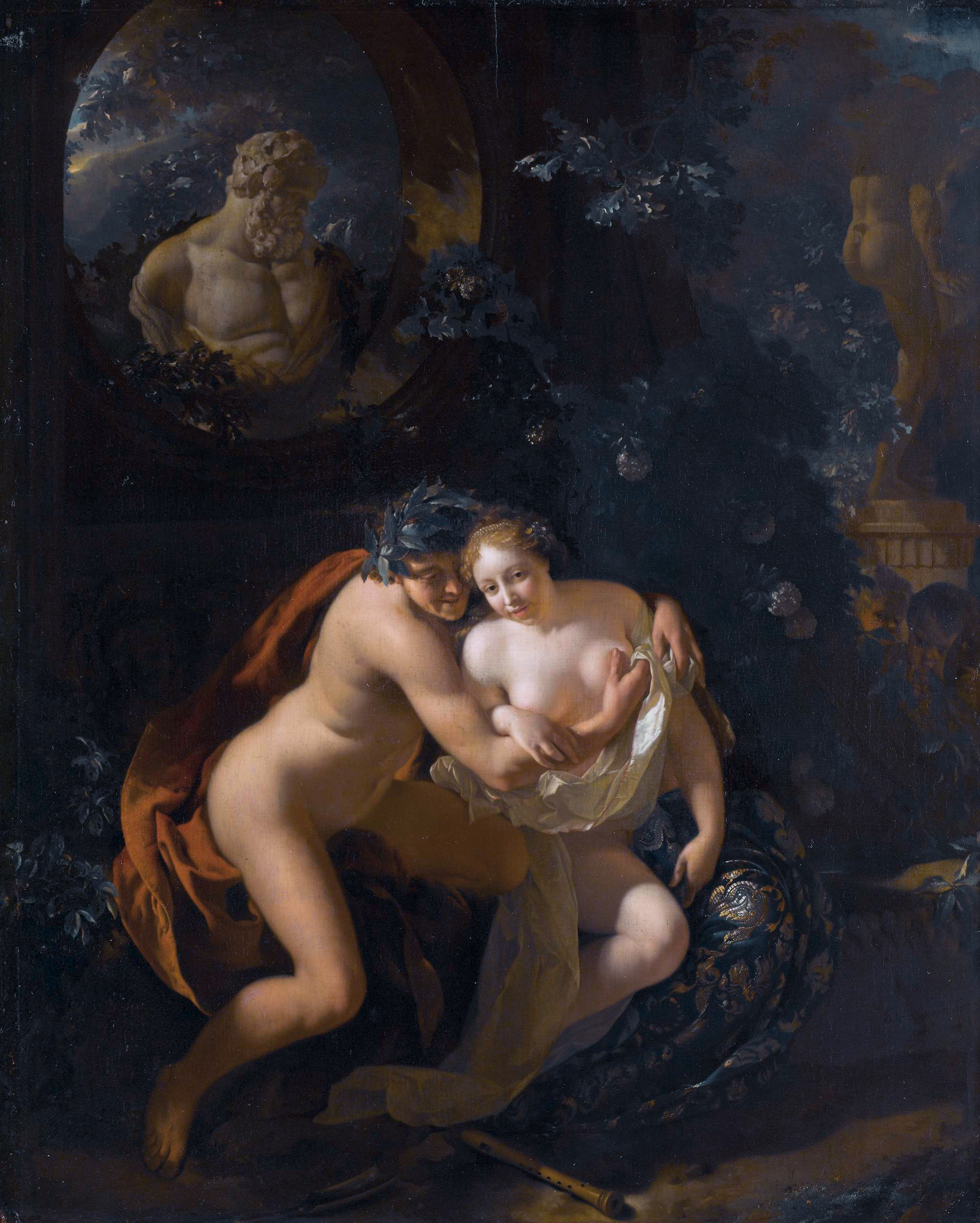
Влюбленная пара в парке, за которой наблюдают дети. 1694. Дерево, масло. Рейксмюсеум, Амстердам